# Małgorzata Babenberg
Małgorzata Babenberg, niem. Margarete von Babenberg, czes. Markéta Babenberská (ur. 1204 lub 1205 r. zm. 29 października 1266 r. na zamku Krummau am Kamp), córka księcia Austrii Leopolda VI Sławnego, żona Henryka VII Hohenstaufa, a następnie króla Czech Przemysła Ottokara II.

## Pochodzenie i pierwsze małżeństwo
Małgorzata była najstarszą córką księcia Austrii - Leopolda VI Babenberga oraz księżniczki bizantyjskiej – Teodory Angeliny. Miała trzech braci: Leopolda, Henryka i Fryderyka II Bitnego oraz trzy siostry: Agnieszkę, Konstancję i Gertrudę.
Około 1221 została zaręczona z królem angielskim Henrykiem III, ale małżeństwo nie doszło do skutku. W dniu 29 listopada 1225 poślubiła króla rzymskiego Henryka VII Hohenstaufa, syna cesarza Fryderyka II. 28 marca 1227 r. została w Akwizgranie koronowana na królową rzymską. Zapewne jeszcze przed 1231 r. została matką dwóch synów: Henryka (zm. w latach 1242–1245) i Fryderyka (zm. 1251 r.), którzy zmarli w młodym wieku. Po uwięzieniu męża przez cesarza Fryderyka II w 1235 mieszkała w nieznanym miejscu. Po owdowieniu w 1242 zamieszkała w klasztorze dominikanek w Trewirze, a następnie od 1244 w klasztorze cysterek w Würzburgu. 8 września 1243 r. w trewirskim klasztorze złożyła śluby czystości.

## Dziedziczka Babenbergów
Małgorzata powróciła na scenę polityczną po śmierci swojego brata Fryderyka II Bitnego w 1246 r., który był ostatnim męskim przedstawicielem Babenbergów. Na podstawie Privilegium minus z 1156 r. jako najstarsza z rodu zgłosiła pretensje do księstw Austrii i Styrii. Z identycznymi roszczeniami wystąpiła jej krewna Gertruda Babenberg, córka Henryka, brata Małgorzaty. Gertruda była kolejno żoną margrabiego morawskiego Władysława, Hermana Badeńskiego i od 1250 r. Romana Halickiego. Żaden z jej mężów nie przejął jednak ziem austriackich.
W walce o spadek po Babenbergach uczestniczyli praktycznie wszyscy okoliczni władcy. Małgorzata starała się chronić prawa swojego syna Fryderyka (zm. 1251 r.). W tym okresie nie wyraziła zgody na małżeństwo z Hermanem von Henneberg, mimo że zabiegał o nie papież. W 1251 r. księciem Austrii został Przemysł Ottokar II, który w celu umocnienia swojej władzy 11 lutego 1252 r. w Hainburgu poślubił Małgorzatę. W następnym roku Małgorzata została królową Czech, ale nigdy nie została oficjalnie koronowana.

## Rozwód
Małżeństwo z Przemysłem Ottokarem II okazało się bezdzietne. Król rozpoczął starania o uznanie za swojego następcę swojego nieślubnego syna Mikołaja I Opawskiego. W 1260 r. papież go legitymował, ale bez prawa do następstwa tronu. W tej sytuacji Przemysł zaczął myśleć o unieważnieniu małżeństwa. Jesienią 1261 r. polecił biskupom ogłosić małżeństwo za nieważne i zawiadomił o tym kurię rzymską. Formalną przyczyną był ślub czystości uczyniony przez żonę, gdy po śmierci pierwszego męża wstąpiła do klasztoru. Małgorzata nie sprzeciwiała się rozwodowi. Wysłała nawet w tej sprawie posła do papieża Urbana IV. 18 października 1261 r. opuściła Pragę. Już 25 października tego roku władca Czech poślubił Kunegundę Halicką. Po rozwodzie Małgorzata zamieszkała w Krems an der Donau w Dolnej Austrii i na pobliskim zamku Krummau am Kamp, gdzie zmarła. Zgodnie ze swoją wolą została pochowana u boku ojca w opactwie Lilienfeld.